# Corcos
Corcos é um município da Espanha na província de Valladolid, comunidade autónoma de Castela e Leão, de área 42,55 km² com população de 241 habitantes (2007) e densidade populacional de 6,06 hab/km².

## Demografia
| Variação demográfica do município entre 1991 e 2004 | Variação demográfica do município entre 1991 e 2004 | Variação demográfica do município entre 1991 e 2004 | Variação demográfica do município entre 1991 e 2004 |
| --------------------------------------------------- | --------------------------------------------------- | --------------------------------------------------- | --------------------------------------------------- |
| 1991                                                | 1996                                                | 2001                                                | 2004                                                |
| 257                                                 | 276                                                 | 259                                                 | 258                                                 |